# クリーブランド郡 (ノースカロライナ州)
クリーブランド郡（英: Cleveland County）は、アメリカ合衆国ノースカロライナ州の郡である。人口は9万9519人（2020年）。郡庁所在地はシェルビーであり、同郡で人口最大の都市である。

## 歴史
クリーブランド郡は1841年にリンカーン郡とラザフォード郡の一部を合わせて設立された。郡名はアメリカ独立戦争の大佐であり、キングスマウンテンの戦いに参戦したベンジャミン・クリーブランドに因んで名付けられた。1841年から1887年の間、郡名は "Cleaveland" と綴られていた。この1887年に現在の綴りが採用された。

## 郡政府
クリーブランド郡は地域の自治体委員会であるイソサーマル計画開発委員会のメンバーである。

## 地理
アメリカ合衆国国勢調査局に拠れば、郡域全面積は469平方マイル (1,214.7 km2)であり、このうち陸地465平方マイル (1,204.3 km2)、水域は4平方マイル (10.4 km2)で水域率は0.85%である。

### 郡区
クリーブランド郡は11の郡区に分割され、番号付けがなされている。第1郡区はリバー、第2郡区はボイリングスプリングス、第3郡区はリッピー、第4郡区はキングスマウンテン、第5郡区はウォリック、第6郡区はシェルビー、第7郡区はサンディラン、第8郡区はポークビル、第9郡区はダブルショールズ、第10郡区はノブクリーク、第11郡区はケイサーである。

### 主要高規格道路
- 州間高速道路85号線
- アメリカ国道29号線
- アメリカ国道74号線
- ノースカロライナ州道10号線
- ノースカロライナ州道18号線
- ノースカロライナ州道27号線
- ノースカロライナ州道150号線
- ノースカロライナ州道161号線
- ノースカロライナ州道180号線
- ノースカロライナ州道182号線
- ノースカロライナ州道198号線
- ノースカロライナ州道216号線
- ノースカロライナ州道226号線

### 隣接する郡
- バーク郡 - 北
- リンカーン郡 - 東北東
- ガストン郡 - 東南東
- ヨーク郡 - 南東
- チェロキー郡 (サウスカロライナ州) - 南
- ラザフォード郡 - 西

## 人口動態
以下は2010年国勢調査による人口統計データである。
| 基礎データ - 人口: 98,078人 - 世帯数: 37,046 世帯 - 家族数: 27,006 家族 - 人口密度: 80人/km2（207人/mi2） - 住居数: 40,317軒 - 住居密度: 34軒/km2（87軒/mi2） 人種別人口構成 - 白人: 74% - アフリカン・アメリカン: 21% - ネイティブ・アメリカン: 0.15% - アジア人: 0.69% - 太平洋諸島系: 0.01% - その他の人種: 0.68% - 混血: 0.72% - ヒスパニック・ラテン系: 3% 年齢別人口構成 - 18歳未満: 25.2% - 18-24歳: 8.8% - 25-44歳: 28.8% - 45-64歳: 23.74% - 65歳以上: 13.5% - 年齢の中央値: 36歳 - 性比（女性100人あたり男性の人口） - 総人口: 92.6 - 18歳以上: 88.6 | 世帯と家族（対世帯数） - 18歳未満の子供がいる: 32.2% - 結婚・同居している夫婦: 55.0% - 未婚・離婚・死別女性が世帯主: 13.7% - 非家族世帯: 27.1% - 単身世帯: 23.6% - 65歳以上の老人1人暮らし: 9.6% - 平均構成人数 - 世帯: 2.53人 - 家族: 2.98人 収入と家計 - 収入の中央値 - 世帯: 35,283米ドル - 家族: 41,733米ドル - 性別 - 男性: 30,882米ドル - 女性: 21,995米ドル - 人口1人あたり収入: 17,395米ドル - 貧困線以下 - 対人口: 13.3% - 対家族数: 10.1% - 18歳未満: 17.9% - 65歳以上: 14.0% |

## 都市と町

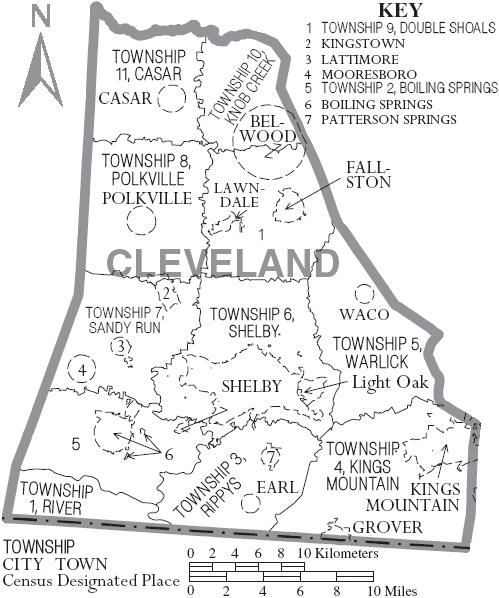
クリーブランド郡の自治体と郡区

| - ベルウッド - ボイリングスプリングス - ケイサー - アール - フォールストン - グロバー - キングスマウンテン（一部はガストン郡内） - キングスタウン | - ラッティモア - ローンデール - ライトオーク - ムーアズボロ - パターソンスプリングス - ポークビル - シェルビー - 郡庁所在地 - ウェーコ |

## 教育

### 高等教育機関
- アンバッサダー・バイブル・カレッジ、ラティモア町[4]
- クリーブランド・コミュニティカレッジ
- ガードナー・ウェブ大学

### 公共教育学区
クリーブランド教育学区が幼稚園前から12年生までを教える29の学校を管轄している。高校5校、オールターナティブ・スクール2校、中学校4校、小学校18校からなっている。2004年にキングスマウンテン市教育学区、シェルビー市教育学区と合併して現在の学区ができた。

## 大衆文化の中で
2004年2月14日から行方不明になっているエイシャ・ディグリーの不思議について、「アメリカズ・モースト・ウォンティド」、「オプラ・ウィンフリー・ショー」、「グッド・モーニング・アメリカ」、「モンテル・ウィリアムズ・ショー」など幾つかのテレビ番組で取り上げられてきた。

## 著名な出身者
- マニー・フェルナンデス - "レイジング・ブル"とも呼ばれるプロレスラー、元NFL選手
- デビッド・フレアー - プロレスラー
- ノリス・ホッパー - メジャーリーグベースボール選手
- フロイド・パターソン - ヘビー級ボクシング・チャンピオン、世界ボクシング殿堂入り
- アイザック・シェルビー - アメリカ独立戦争の軍人、初代ケンタッキー州知事
- デイヴィッド・トンプソン - NBA選手、バスケットボール殿堂入り